# Automeris paramaculata
Automeris paramaculata är en fjärilsart som beskrevs av Lemaire 1966. Automeris paramaculata ingår i släktet Automeris och familjen påfågelsspinnare. Inga underarter finns listade i Catalogue of Life.